# USS Parrakeet (AMS-30)
El USS YMS-434 fue un dragaminas de la clase YMS-1 de la subclase YMS-135 construido para la Armada de los Estados Unidos durante la Segunda Guerra Mundial. Poco antes de su desmantelamiento, fue rebautizado y redesignado como Parrakeet (AMS-30), convirtiéndose en el segundo buque de la Armada de los Estados Unidos en recibir el nombre del periquito utilizando una variante ortográfica.

## Hundimiento
Fue reclasificado como AMS-30 y renombrado Parrakeet el 18 de febrero de 1947. Fue dado de baja el 21 de mayo de 1947 en Puget Sound. Fue dado de baja del Registro Naval el 23 de junio de 1947 y vendido el 9 de octubre, rebautizado como Dan. Encalló en Sound de la Reina Carlota, Columbia Británica, el 30 de marzo de 1949 y fue declarado pérdida total.